# 18924 Vinjamoori
18924 Vinjamoori è un asteroide della fascia principale. Scoperto nel 2000, presenta un'orbita caratterizzata da un semiasse maggiore pari a 2,3787872 UA e da un'eccentricità di 0,1293753, inclinata di 6,75399° rispetto all'eclittica.